# La Une
La Une é um canal de televisão generalista público para a Comunidade Francesa da Bélgica, pertencente à RTBF .

### Artigos relacionados
- La Deux
- La Trois
- RTBF1
- RTBF
- ARTE Bélgica
- EuroNews
- Canais de televisão belgas